# أرمون بينز
أرمون بينز (بالإنجليزية: Armon Binns) هو لاعب كرة قدم أمريكية أمريكي، ولد في 8 سبتمبر 1989 في باسادينا في الولايات المتحدة.

## وصلات خارجية
- أرمون بينز على موقع مرجع كرة القدم المحترفة.كوم (الإنجليزية)